# Artziati entu vol. 2
Artziati Entu vol. 2 è il secondo dei due volumi live dei Kenze Neke, uscito nel maggio 2007.

## Il disco
Il disco è stato registrato a Solarussa, il 19 agosto 2006; il suo nome, infatti, è stato preso dal nome della serata. Il disco è formato da 1 cd e da un dvd, dove è registrato il video concerto.

## Tracce

### Tracce del cd
1. Cantende pro no pranghere – 4:18
2. Ass' andira – 4:44
3. Ammenta – 6:43
4. Eja – 3:59
5. Pratobello – 2:54 (testo: Nicolò Giuseppe Rubanu)
6. Libertade (inedito live) – 3:46
7. Happ' olatu – 6:10
8. Bette monkey – 5:25
9. A Nanni Sulis – 3:47 (testo: Peppino Mereu)
10. Sa oke tua – 4:20
11. Gridu de vittoria – 8:11
12. Kenze Neke – 3:41
13. Una cuppa – 3:25

### Tracce nel dvd
1. Pantanu
2. Su balente
3. Zente
4. Happ' olatu
5. Kin sas armas o kin sas rosas
6. Bette monkey
7. Mira
8. Entula (reggae version)
9. Sa oke tua
10. Black panther
11. Liberos, rispettatos, uguales
12. A Nanni Sulis
13. gridu de vittoria
14. Barboni
15. Kenza Neke
16. Una cuppa

## Curiosità
- Nel video-concerto, alla fine di Ammenta i Mamutzones di Samugheo sfilano nel palco;
- Nel brano Libertade assieme a Saporito suonano due membri degli Askra:Alessandro Chighini alla Chitarra acustica e Homar Farina alla Voce

## Formazione
- Enzo Saporito: Voce e chitarra;
- Stefano Ferrando: Voce;
- Massi Circelli: Chitarra solista;
- Claudio Roccia: Basso e cori
- Sandro Usai: Percussioni, voce e batteria
- Antonello Camboni: Chitarra;
- Massimo Balvis: Batteria;
- Massimo Loriga: Sax, armonica, trunfa, voce;
- Luciano Sezzi: Sax, cori
- Andrea Pinna: Flauto traverso, launeddas, cori;
- Toni Carta: Chitarra acustica;
- Carlo Sezzi: Batteria